# أداء شبيه بالقضاء
الأداء الشبيه بالقضاء هو أداء اللاحق بعد فراغ الإمام، لأنه باعتبار الوقت مؤد، وباعتبار أنه التزم أداء الصلاة مع الإمام حين تحرم معه قاض لما فاته مع الإمام.